# Heinz Schuler (Mozartforscher)
Heinz Schuler (* 11. Januar 1928 in Essen; † 21. Februar 2007 ebenda) war ein deutscher Freimaurer und Mozartforscher.
Er war Autor etlicher Veröffentlichungen über die Freimaurerei und ihre Geschichte sowie – vor allem – über Wolfgang Amadeus Mozart und dessen biographisches Umfeld, und hier wiederum besonders im Kontext der Freimaurerei.

## Veröffentlichungen (Auswahl)
- Egedacher. Herkunft, Leben und Schaffen eines süddeutschen Orgelbauergeschlechtes von 1624 bis 1786. In: Genealogie, Jg. 27 (1978), Nr. 12, S. 369–389.
- Freimaurerei in Essen a. d. Ruhr. Eine Dokumentation, Essen 2004.
- Wolfgang Amadeus Mozart. Vorfahren u. Verwandte, Neustadt an der Aisch 1980.
- Mozart und die Freimaurerei. Daten – Fakten – Biographien, Wilhelmshaven 1992.
- Mozarts Salzburger Freunde und Bekannte. Biographien und Kommentare, Taschenbücher zur Musikwissenschaft, Band 117, Wilhelmshaven 1998.
- Musik und Freimaurerei. Wilhelmshaven 2000.